# Трихонида
Трихонида (грч. Τριχωνίδα) или Царовица (грч. Σαυροβίτσας) језеро је у Грчкој, у округу Етолија-Акарнанија.
У лондонском протоколу (1830) језеро је написано на грчком (грч. Σαυροβίτσας), што се буквално преводи као Царовица, штавише, језеро је било у саставу српске царевине за време цара Стефана Душана.

## Положај
Трихонида је највеће природно језеро у Грчкој. Налази се у источном делу округа Етолија-Акарнанија, југоисточно од града Агринион и северозападно од Нафпактоса. Обухвата површину од 98,6 km² са максималном дужином од 19 km и максимално дубином од 58 метара.

## Карактеристике
Пре милион година језеро је било много веће и покривало је средишњи део округа који је сада равница. Планине Панетолико налазе се северно и североисточно од језера. Општинске јединице које окружују језеро су (с истока у смеру казаљке на сату) Термо, Макринеиа, Аракинтос, Тестеис и Паравола. Око језера налазе се прекрасне шуме јавора, борова и другог дрвећа. Језеро и околина је дом за више од 200 врста птица. Ту се налазе и села са пољопривредним земљиштем.

## Галерија
- Поглед на језеро
- Трихонида
- Поглед на језеро у сутон
- Чамац на Трихониди